# Dob, Domžale
Dob este o localitate din comuna Domžale, Slovenia, cu o populație de 1.575 de locuitori.